# Phrase d'armes
Pour les articles homonymes, voir phrase (homonymie).
La phrase d’armes est un terme d’escrime qui désigne l’enchaînement des actions offensives, défensives et contre-offensives réalisées lors d’un assaut. Énoncer la phrase d’armes revient donc à décrire ce qu’il s’est produit lors de l’assaut. D’ailleurs l’énonciation de la phrase d’armes à chaque interruption permet à l’arbitre de définir la priorité à l’un des deux tireurs et ainsi d’attribuer le point de la touche.
La notion de phrase d’armes repose sur une comparaison implicite : le combat est une forme de dialogue. Ainsi, le premier tireur s’exprime par une attaque ; le second tireur doit s’efforcer de parer l’attaque avant que de répliquer lui-même par une riposte ; le premier tireur se trouve alors dans l’obligation de lui-même se défendre par une parade avant que de contre-riposter. Le dialogue se poursuit, pour ne s’achever que lorsque l’un des deux adversaires touche. Le combat est ainsi comme une forme d’échange, rythmé par l’attaque, la parade, la riposte.
Cette codification de la phrase d’armes a été réalisée par l’école française d’escrime à partir du XVIIe siècle. Elle permet notamment de définir des ordres de priorité, afin d’éviter les touches simultanées – ou d’être au moins en mesure de les départager.